# Thylacosmilus
Thylacosmilus – rodzaj dużych drapieżnych torbaczy, żyjących na terenie Ameryki Południowej (najliczniej w prowincji Catamarca w Argentynie) od późnego miocenu do późnego pliocenu, 7–3 mln lat temu.

## Budowa
Thylacosmilus osiągał długość 1,2–1,5 m (nie wliczając ogona) i masę prawdopodobnie pomiędzy 80 a 120 kg.
Cechą charakterystyczną przedstawicieli rodzaju Thylacosmilus były ogromne kły, upodabniające go do kotów szablastozębnych. Jednak w przeciwieństwie do nich, zęby Thylacosmilus rosły przez całe jego życie. Gdy szczęki zwierzęcia pozostawały zamknięte, szable spoczywały w wydłużonych pochewkach na żuchwie, które chroniły je przed nadmiernym ścieraniem się lub złamaniem. Pozostałe zęby skarlały, zaś siekacze całkiem zanikły. Thylacosmilus wyróżniał się również wysokim stopniem encefalizacji.
Podobnie jak Smilodon, Thylacosmilus miał silnie umięśnione szyję i kończyny przednie, a jego kończyny były stosunkowo krótkie.

## Systematyka
Liczne podobieństwa w wyglądzie między Thylacosmilus a niektórymi kotowatymi nie są jednak dowodem na ich bliskie pokrewieństwo, a jedynie przykładem konwergencji. Thylacosmilus był przedstawicielem ssaków niższych z wymarłego rzędu Sparassodonta (siostrzanego dla torbaczy), występującym na przełomie neogenu i czwartorzędu na terenie Ameryki Południowej. Tradycyjnie uważano, że wyginął, gdy oba kontynenty amerykańskie połączyły się Przesmykiem Panamskim, a z północy przybyły inne duże drapieżne ssaki, takie jak tygrysy szablastozębne; Prevosti, Forasiepi i Zimicz (2013) twierdzą jednak, że hipotezy tej nie potwierdza zapis kopalny, wynika z niego bowiem, że Thylacosmilus wymarł ponad milion lat przed pojawieniem się w Ameryce Południowej machajrodonów i innych dużych drapieżnych ssaków przybyłych z Ameryki Północnej. Zdaniem autorów bardziej prawdopodobne jest, że do wymarcia Thylacosmilus przyczyniły się zmiany klimatu i związany z nimi spadek różnorodności i liczebności południowoamerykańskich roślinożerców stanowiących źródło pożywienia Thylacosmilus.

## Paleobiologia
Thylacosmilus był jednym z największych drapieżników swoich czasów na kontynencie południowoamerykańskim. Prowadził prawdopodobnie samotniczy tryb życia, mimo to zapewne był w stanie zabić celnym ukąszeniem rozrywającym gardło większość występujących tam zwierząt roślinożernych, takich jak makrauchenia czy Telicomys. Dyskusyjne pozostaje jednak, w jaki dokładnie sposób zabijał swoje ofiary. Większość autorów twierdzi, że polował z zasadzki, choć niewykluczone, że był w stanie gonić ofiary na dłuższych dystansach. Nie potrafił jednak szybko biegać. Thylacosmilus mógł bardzo szeroko rozwierać szczęki, jednak siła jego ugryzienia była stosunkowo bardzo mała, co sugeruje, że mięśnie szczęk odgrywały bardzo niewielką rolę przy obezwładnianiu ofiary. Ponadto kły byłyby wówczas narażone na złamanie. Do obezwładnienia ofiar służyły prawdopodobnie silnie umięśnione kończyny przednie zakończone niewciągalnymi pazurami. Przypuszczalnie jego środowiskiem życia były tereny stepowe porośnięte wysoką trawą. Thylacosmilus prowadził naziemny tryb życia, w przeciwieństwie do licznych Sparassodonta, które wspinały się na drzewa.
Badania przeprowadzone w 2020 roku uznały, że styl życia Thylacosmilusa był odrębny od jakiegokolwiek żyjącego lub wymarłego ssaka. Zaproponowano następujący styl życia: Thylacosmilus żywił się głównie padliną (być może pozostawianą przez obecne w tamtym miejscu i okresie fororaki), używając kłów do rozcinania zwłok (były one bardzo odporne na ciągnięcie). W przeciwieństwie do dzisiejszych padlinożerców, żywiłby się głównie tkankami miękkimi i narządami, brak mu przystosowań do pożywiania się kośćmi. Brak górnych siekaczy, używanych przez współczesne drapieżne do odrywania mięsa byłby dość sporym utrudnieniem, stąd zasugerowano silny język (posłużono się do tego porównaniem z mrówkojadami i morsami).
Thylacosmilus posiadał mały otwór podoczodołowy (infraorbital foramen) w porównaniu do innych drapieżników o długich kłach. Przez otwór biegnie duży nerw, odpowiedzialny za przekazywanie impulsów z pyska do mózgu, umożliwia dokładne określenie położenia pyska, zwiększając precyzję ugryzienia. Słabo rozwinięty nerw sugeruje małą precyzję, mogłaby ona nie być potrzebna z 2 powodów: odżywianie się padliną i kły które miały trójkątne zakończenia (w przeciwieństwie do zakrzywionych, przypominających szable u innych drapieżników) wbijały się w zdobycz jedynie pod kątem prostym. W ten sposób zwierzę mogło obejść się bez dużej precyzji ugryzienia.

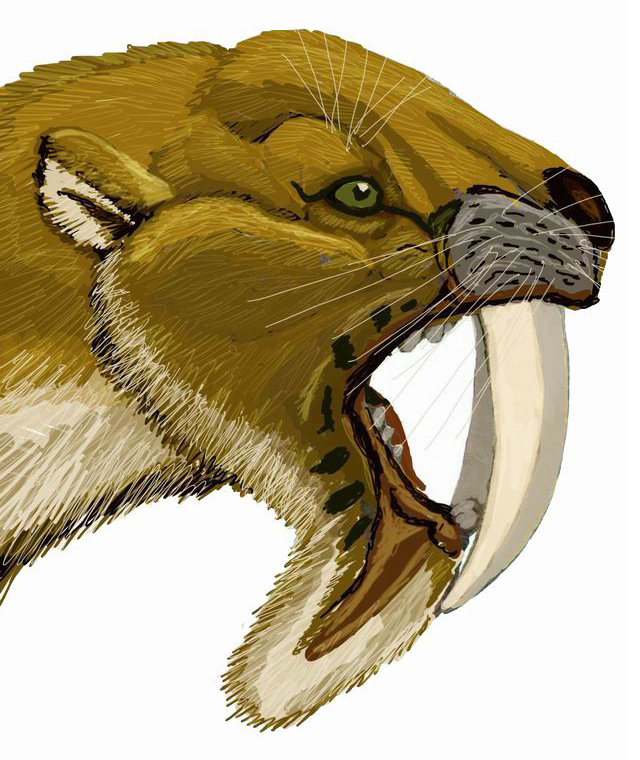
Rekonstrukcja Thylacosmilus
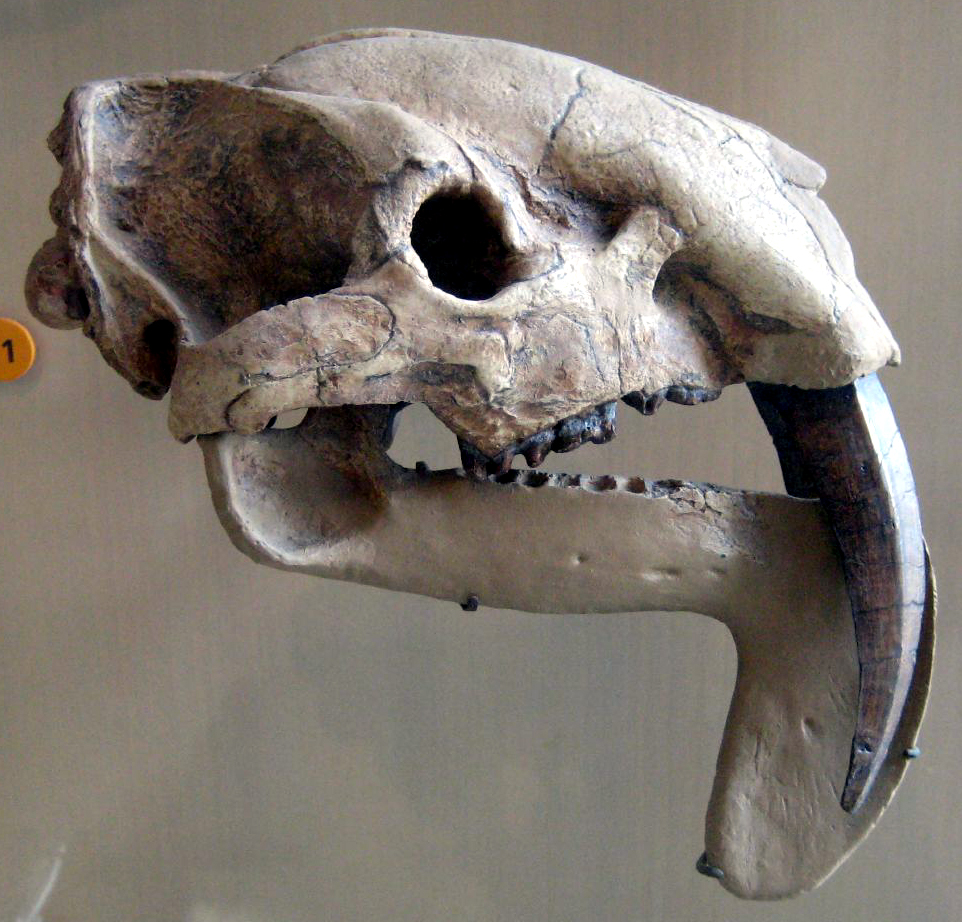
Skamieniała czaszka Thylacosmilus atrox, Amerykańskie Muzeum Historii Naturalnej.